# Itoplectis oreius
Itoplectis oreius là một loài tò vò trong họ Ichneumonidae.